# Verwaltungsgemeinschaft Memmelsdorf
Die Verwaltungsgemeinschaft Memmelsdorf im oberfränkischen Landkreis Bamberg wurde im Zuge der Gemeindegebietsreform am 1. Mai 1978 gegründet und zum 1. Januar 1980 bereits wieder aufgelöst.
Der Verwaltungsgemeinschaft hatten die Gemeinden Memmelsdorf und Gundelsheim angehört.